# St. Gilgen
St. Gilgen (bis 2019 Sankt Gilgen) ist eine Gemeinde im Bezirk Salzburg-Umgebung (Flachgau), im Salzburger Salzkammergut in Österreich. Die Gemeinde liegt im Gerichtsbezirk Seekirchen am Wallersee, hat 4042 Einwohner (Stand 1. Jänner 2025) und ist als Sommerfrische bekannt geworden.

## Geografie

### Lage
St. Gilgen befindet sich 25 Kilometer östlich von Salzburg, 15 Kilometer südöstlich von Thalgau, und 20 Kilometer westlich von Bad Ischl, und bildet einen Ostrand des Bundeslandes zu Oberösterreich hin.
Das Gemeindegebiet wird geprägt durch den Wolfgangsee (538 m ü. A.), den Schafberg (1782 m ü. A.) und das Zwölferhorn (1521 m ü. A.).
St. Gilgen ist eine der drei umliegenden Gemeinden des Wolfgangsees, neben (im Uhrzeigersinn) St. Wolfgang im Salzkammergut und Strobl, und die westlichste der Gemeinden im Wolfgang-/Ischltal. Dabei gehört gut die Hälfte der Fläche des Sees zu St. Gilgen, die Ostgrenze liegt an der Engstelle des Sees bei der Zinkenbach-Halbinsel, mit dem Zinkenbach–Königsbach als Grenze. Zur Gemeinde gehört auch die Nordseite der Osterhorngruppe südlich des Sees, Südspitze des Gemeindegebiets ist das Holzeck hinter dem Königsberger Horn. Am Nordufer gehört die Ried am Schafbergfuß ebenfalls noch zu St. Gilgen. Am Westende des Sees liegen die Weitung des Ortes St. Gilgen mit dem St. Gilgener Berg und der Talkessel Winkl–Zeppezau. Hier gehören auch die Südteile der Höllkargruppe (Schobergruppe) zur Gemeinde, bis zum Eibensee und an die Drachenwand.
Zu St. Gilgen gehören aber auch noch die Burgau genannten Gebiete nordöstlich hinter der Scharflinger Höhe und dem Schafberg, das sind die Oberburgau am Mondsee und die Unterburgau am Attersee. Damit ist St. Gilgen neben (im UZS) St. Lorenz, Tiefgraben, Mondsee, Innerschwand Unterach eine der Mondseegemeinden, und neben (im UZS) Unterach, Nußdorf, Weyregg, Attersee, Seewalchen, Schörfling und Steinbach eine der Atterseegemeinden. Der Schafberg gehört ebenfalls weitgehend zu St. Gilgen, insbesondere der gesamte Gipfel, zu St. Wolfgang gehört nur die Südwestflanke. Grenze ist in der Scharte zwischen Spinnerin und Törlspitz. Nordwestliche Gemeindegrenze sind Breitenberg und Sechserkogel schon am Fuß des Leonsbergs (Zimnitz) und über dem Weißenbachtal.
Das Gemeindegebiet hat eine Fläche von 98,72 km².

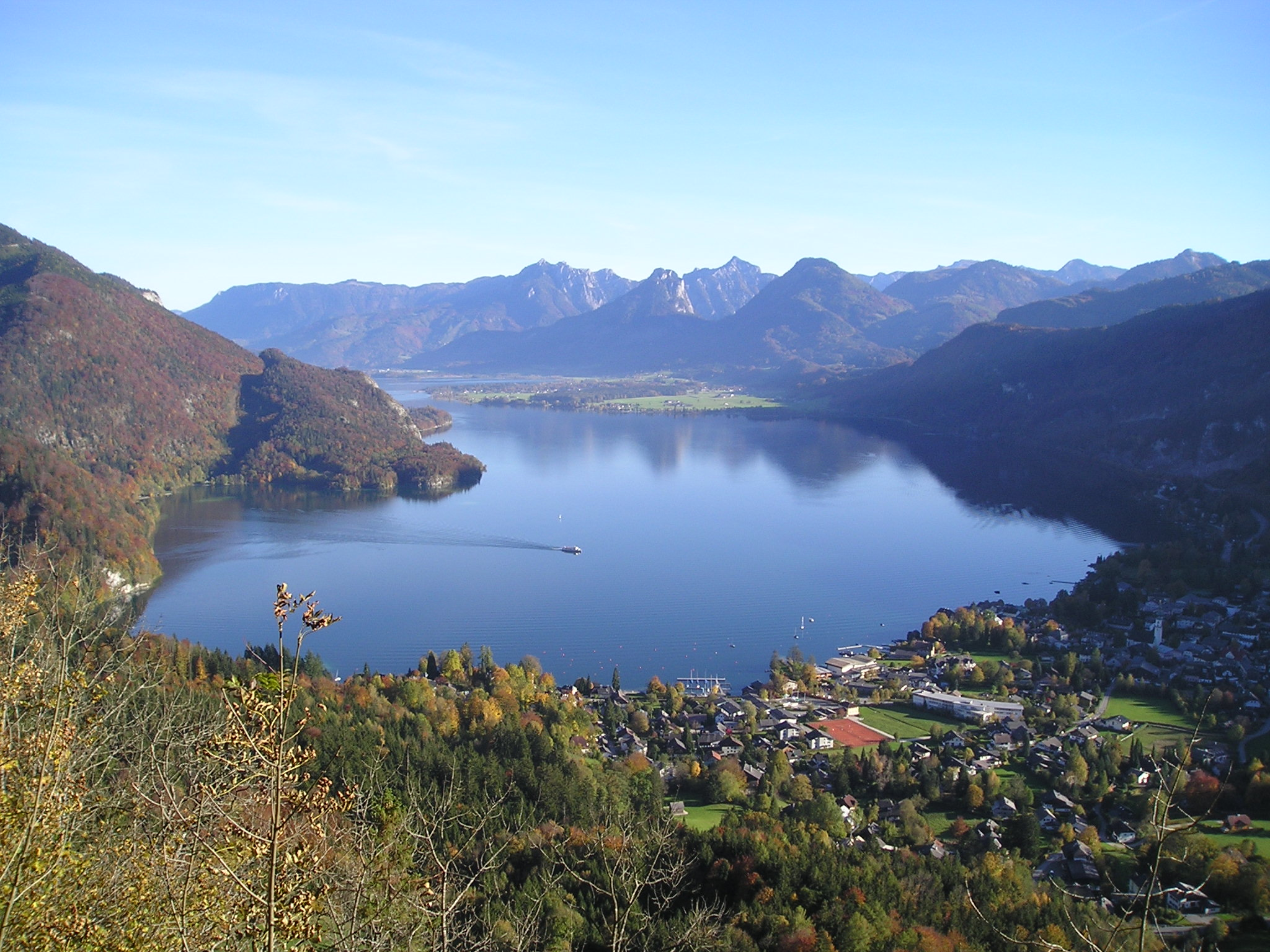
St. Gilgen und Wolfgangsee (Blick vom Plombergstein ostwärts)
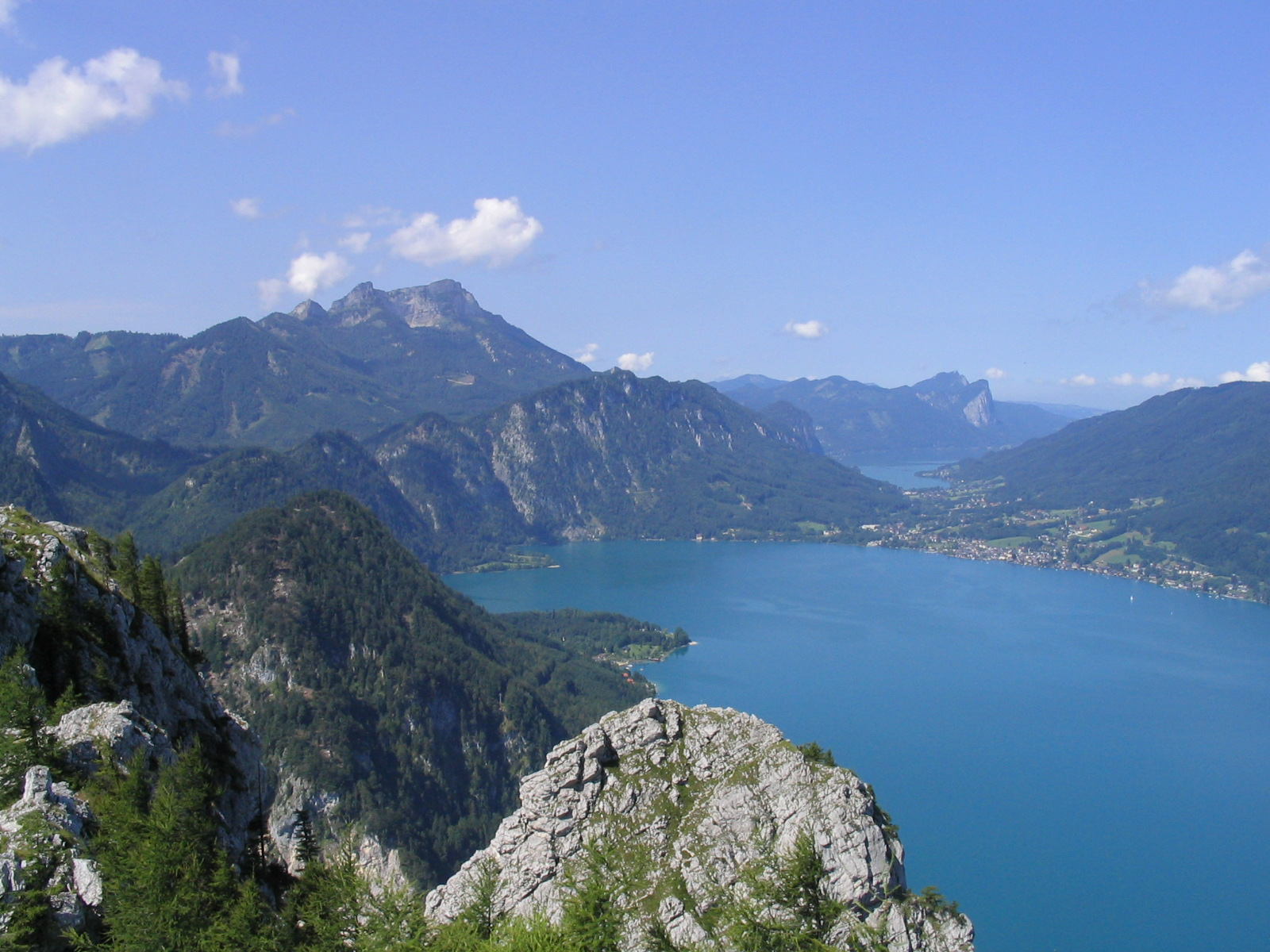
Attersee- und Mondseegebiete der Gemeinde (Burgau, Blick westwärts vom Höllengebirg auf den Schafberg)

### Gemeindegliederung
Die Gemeinde umfasst sechs Katastralgemeinden (Fläche Stand 31. Dezember 2023):
- Gschwand (3.308,66 ha)
- Oberburgau (1.297,24 ha)
- Ried (1.329,71 ha)
- St. Gilgen (1.609,88 ha)
- Unterburgau (1.020,13 ha)
- Winkl (1.306,3 ha)

Das Gemeindegebiet gliedert sich in acht Ortschaften (in Klammern Einwohnerzahl Stand 1. Jänner 2025):
- St. Gilgen (1197), Hauptort, Katastralgemeinde St. Gilgen – im Nordwesten am See
- Pöllach (709), Teil der KG St. Gilgen – im äußeren Nordwesten am St. Gilgener Berg oberhalb von St. Gilgen
- Laim (406), Teil der KG St. Gilgen – im Westen oberhalb St. Gilgen um das Zwölferhorn
- Gschwand (910) – im Süden am See auf der Zinkenbach-Halbinsel und um den dortigen Breitenberg
- Ried (363) – im Osten am See am Fuß des Schafbergs bei St. Wolfgang, durch die Falkensteinerwand von Winkl isoliert
- Winkl (318) – im Nordosten im Krotensee-Gebiet zwischen Schafberg und Höllkarbergen, durch Buchberg–Saurüssel von St. Gilgen isoliert
- Oberburgau (101) – im äußeren Nordosten am Schafberg-Nordfuß am Mondsee, von Winkl durch die Scharflinger Höhe isoliert, die östlichen Teile zusätzlich durch die Kienbergwand
- Unterburgau (38) – im äußersten Nordosten am Attersee nördlich des Schwarzenseegebiets, von Oberburgau durch Seeache/Ackerschneid isoliert

Zählsprengel sind St.Gilgen-Zentrum für St. Gilgen-Pöllach-Laim,  Winkl-Ried-Gschwand sowie Unterburgau-Oberburgau

### Nachbargemeinden
Die Gemeinde ist von zehn Nachbargemeinden umgeben, davon liegen:
- 4 im Bezirk Salzburg-Umgebung / Flachgau
- 1 im Bezirk Hallein (HA) / Tennengau
- 5 in Oberösterreich
  - 4 im Bezirk Vöcklabruck (VB)
  - 1 im Bezirk Gmunden (GM)

| Fuschl am See | St. Lorenz (VB) und Mondsee (VB)            | Unterach am Attersee (VB) und Steinbach am Attersee (VB) |
| Faistenau     | Kompassrose, die auf Nachbargemeinden zeigt | St. Wolfgang im Salzkammergut (GM)                       |
| Hintersee     | Abtenau ∗ (HA)                              | Strobl                                                   |

∗ Ein kleines Stück im Raum Genneralm – Holzeck

### Hauptort der Gemeinde
Der Hauptort St. Gilgen befindet sich 24 Kilometer östlich vom Stadtzentrum Salzburg, 12 Kilometer südöstlich von Thalgau. Er liegt direkt am Nordwestende des Wolfgangsees (538 m ü. A.), in einer Weitung zwischen Zwölferhorn südwestlich und Höllkarbergen nördlich. Südlich des Orts bricht der Elferstein (1376 m ü. A.) in der Gamswand bei Lueg direkt in den See. Östlich treten im Brunnwinkl der Buchberg (805 m ü. A.) und der Saurüssel (722 m ü. A.) an den See, und begrenzen den Siedlungsraum. Nördlich steigt der St. Gilgener Berg zum Sattel bei Einsiedl (ca. 760 m ü. A.), der in das Fuschlseegebiet führt.
Der Ort erstreckt sich über etwa 1½ Kilometer entlang der Mondseestraße B B154 und Wolfgangsee Straße B 158. Der alte Ortskern zeichnet sich insbesondere um Mozartplatz und Kirchenplatz durch ein Ensemble von Häusern des Barocks im Inn-Salzach-Stil und umgebend im Sommerfrische-Heimatstil der Gründerzeit aus. Die Seepromenade erstreckt sich entlang der Mondseestraße, der alten B 154. Oberhalb der Wolfgangsee Straße B 158, hier Hochreitstraße genannt, liegt die Ortslage Hochreit. Die nordwestlichen Ortslagen an der neuen B 154 heißen Billroth, nach dem dort entstandenen Anwesen des Arztes Theodor Billroth (Villa Billroth, heute Seminarhotel).
Zur Ortschaft St. Gilgen gehören auch der Weiler Brunnwinkl östlich am See, und die Häuser Lueg südlich. Die Ortschaft umfasst an die 450 Adressen mit gut 1000 Einwohnern, beide dazugehörenden Ortslagen haben nur einige wenige Häuser.
Zur Katastralgemeinde St. Gilgen mit 1.609,88 ha gehören auch die Ortschaften Laim (mit Irlreit) und Pöllach (mit der Reitsiedlung) oberhalb von St. Gilgen. Dieses Areal erstreckt sich vom Eibensee im Norden bis zur Pillsteinhöhe über der Stubneralm am Zwölferhorn im Süden. Der Katastralgemeinde entspricht der Zählsprengel St.Gilgen-Zentrum. Dieser umfasst um die 800 Adressen mit etwa 2100 Einwohnern.
| Fuschl (KG, Gem. Fuschl am See) Pöllach (O) |                                             | ∗                                        |
| Laim (O) Tiefbrunnau (KG, Gem. Faistenau)   | Kompassrose, die auf Nachbargemeinden zeigt | Brunnwinkl Wolfgangsee Winkl (O u. KG) ∗ |
| Lämmerbach (O u. KG, Gem. Hintersee)        | Lueg                                        | ∗ Gschwand (O u. KG)                     |

∗ Die KG Winkl grenzt von Norden bis Südosten an. In einem Punkt bei Lueg grenzt auch die KGRied an.

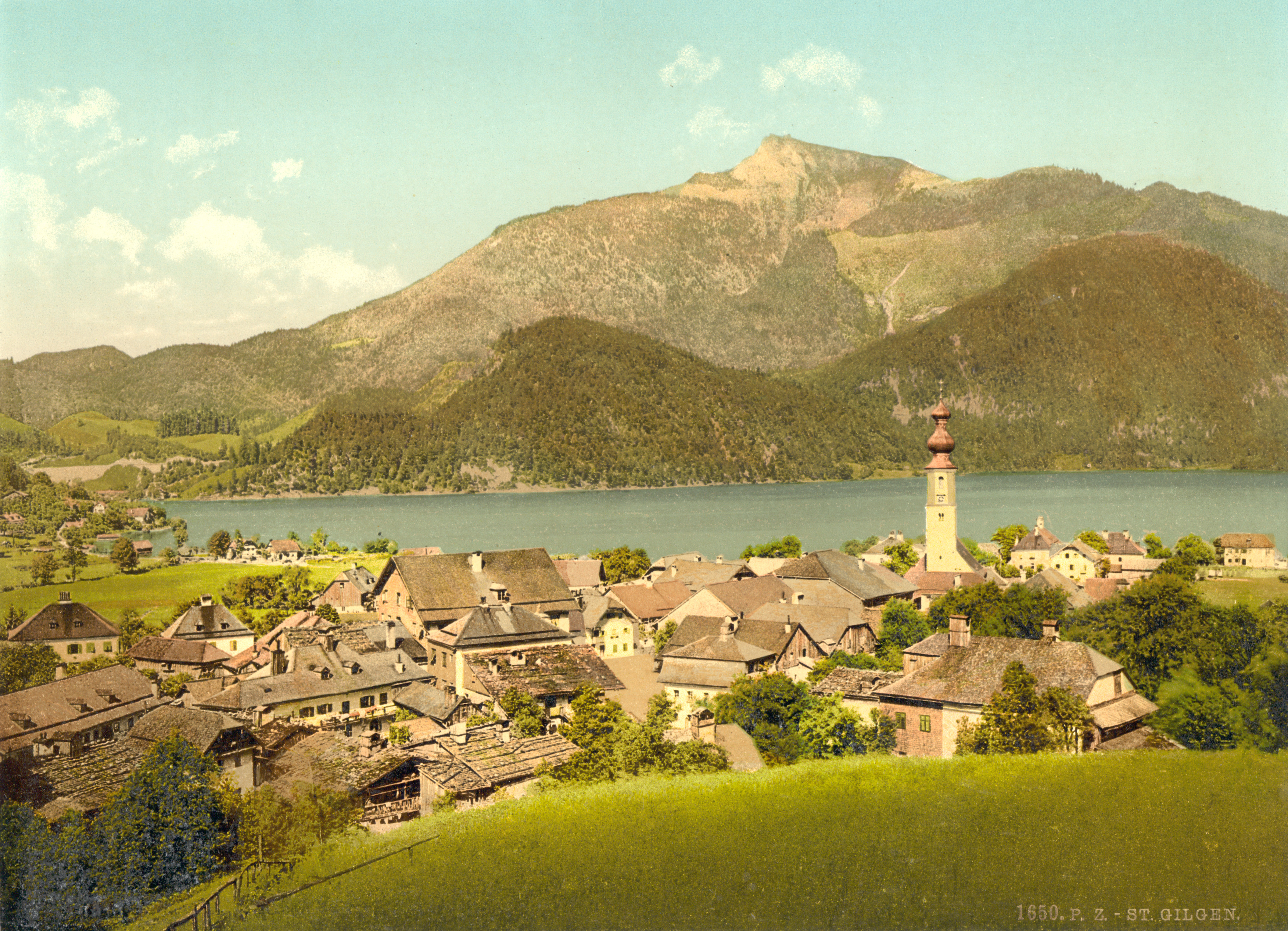
Das Dorf gegen den Schafberg um 1890/1900
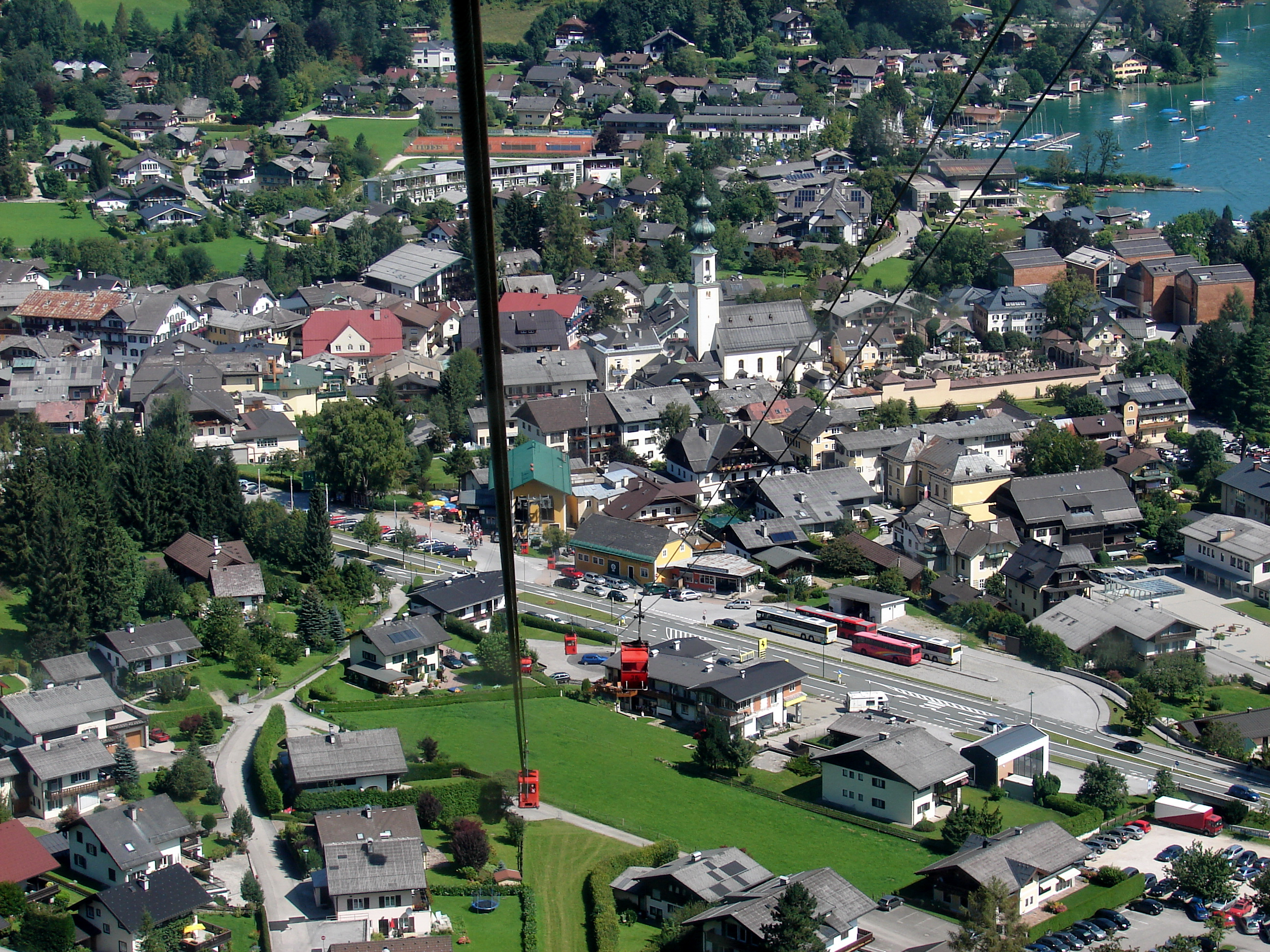
Blick aus der Gondel der Zwölferhornbahn auf das Ortszentrum

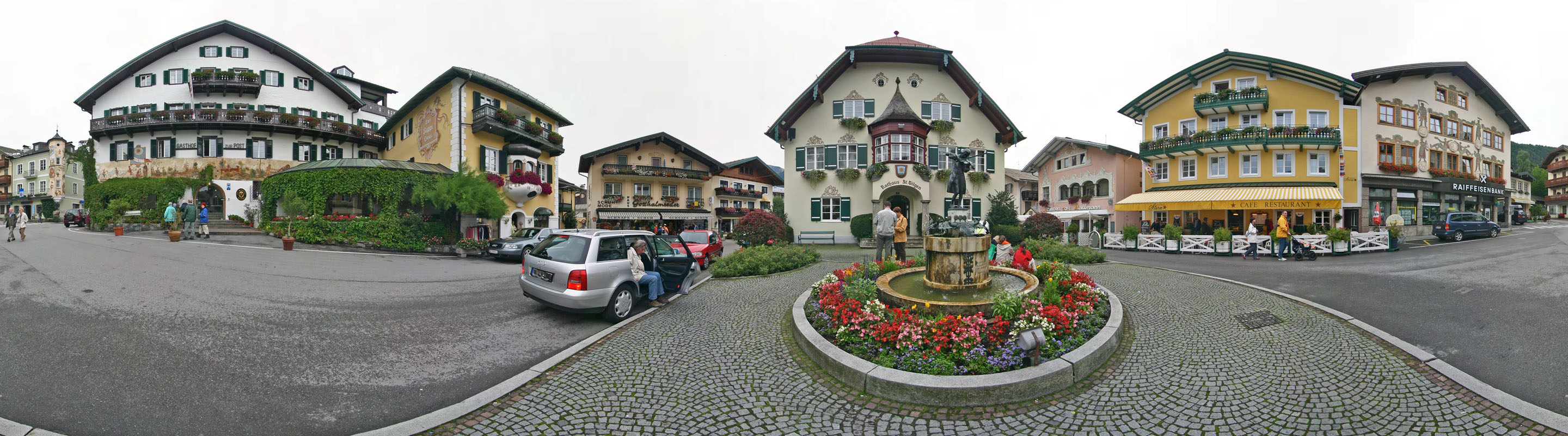
360°-Panoramabild auf dem Mozartplatz in St. Gilgen

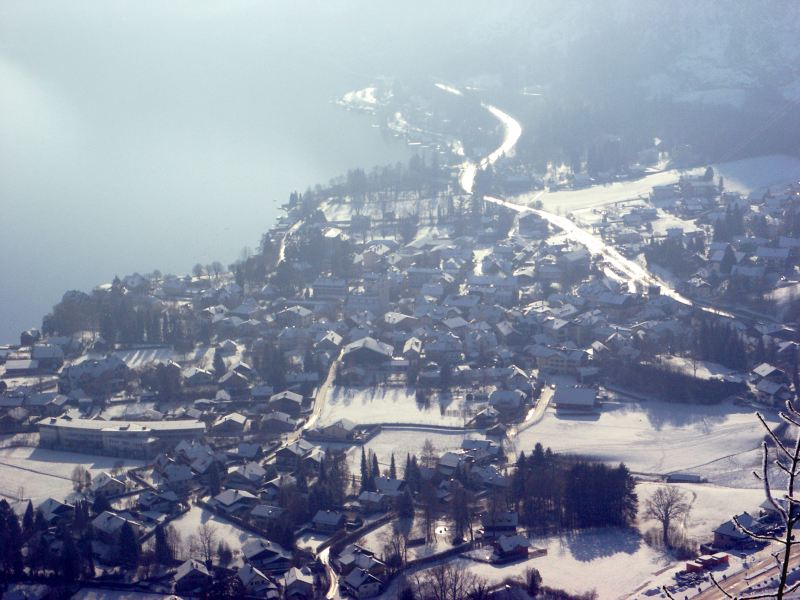
Der Ort im Winter

## Geschichte
St. Gilgen wurde nach dem heiligen Ägidius benannt, den man im deutschen Sprachraum auch Gilg oder Gilgian nennt. Ursprünglich hieß der Ort Oberdrum. Dieser Name war ein Hinweis auf die geografische Lage, nämlich am oberen Teil (Drum, Trum) des Sees, bis in das 19. Jahrhundert sagte man auch Sankt Ägidi zum Ort.
Der Raum war schon vorgeschichtlich besiedelt. Die Pfahlbauten von Scharfling sind schon für das 5. vorchristliche Jahrtausend befundet, die Pfahlbauten in See am Mondsee, Namengeber der Mondseekultur, gehören zu den bedeutendsten Ansiedlungen des Alpenraums in der späteren Jungsteinzeit (3800–3300 v. Chr.). Bronzezeit ist in der Oberburgau nachgewiesen. In der eisenzeitlichen Keltenzeit war das nahe Hallstatt Hauptort der Hallstattkultur (800–450 v. Chr.). Beim Kaiserbrunnen am Attersee sind Funde des 1. Jahrhunderts v. Chr. gemacht worden. Die Altstraße aus dem Ischltal nach Osten war auch als Römerstraße bedeutend (Römerzeit in Österreich 15–487 n. Chr.), sie verlief von Iuvavum (Salzburg) zur Statio Escensis (Ischl). Ihr Verlauf entlang des Wolfgangsees ist ungeklärt. Alle diese Einflüsse lassen eine zumindest punktuelle Besiedlungen der Seeufer wie auch Berggebiete im Gemeindegebiet vermuten, eine Siedlungskontinuität ist aber unsicher.
Um 750 n. Chr. schenkte der Herzog Odilo (Bayern) der Salzburger Kirche das Gebiet des Abersees (Aberseeland), um es von Mönchen erschließen zu lassen. Bis zum 13. Jahrhundert war das Gebiet des Wolfgangtals im Großen und Ganzen vollständig kultiviert. Zu dieser Zeit gab es ungefähr zehn Häuser. Auch die erste Kirche wurde in diesem Zeitraum erbaut. Die Wallfahrt nach St. Wolfgang war im Mittelalter eine der bedeutendsten Europas, sodass das Gebiet zwischen dem Bistum Salzburg und dem Kloster Mondsee (Thalgau), später dem habsburgischen Österreich (Wolfgangland) umstritten war. Auch die Nähe zum Ischler Salzberg wirkte sich politisch aus. Ab dieser Zeit bildete St. Gilgen gemeinsam mit Strobl und Fuschl die Herrschaft Hüttenstein, ursprünglich auf der Burg an der Scharflinger Höhe angesiedelt, ab dem mittleren 16. Jahrhundert am neuen Schloss am Krotensee.
Schon 1380 kam der Attergau an das Habsburgische Österreich, 1506 auch Wildeneck (mitsamt der weltlichen Gerichtsbarkeit über das Mondseeland), verpfändeten es aber bis 1664 an Salzburg. Bei der Rückgabe postulierten die Salzburger Erzbischöfe ihre Landesherrlichkeit über die Burgau, wo sie schon ab dem Hochmittelalter Fischrechte innegehabt hatten (Fischmeister in Unterach am Attersee). Erst mit einem Staatsvertrag vom 26. Mai 1689 zwischen Kaiser Leopold I. und Fürsterzbischof Thun wurden die Landesgrenzen abschließend geregelt.
Der Ort St. Gilgen war für die Wolfgang-Wallfahrt immer bedeutend, man setzte per Boot über, oder wählte den Landweg über den Falkenstein. Durch die steigende Bevölkerung musste die Kirche zweimal neu gebaut werden, einmal im Jahre 1425 und ein zweites Mal im Jahre 1769. Erst im Laufe des 19. Jahrhunderts wurden die diversen durch Steilwände blockierten Straßen an den drei Seen als wirkliche Fahrwege eingerichtet. Nach Aufnahme der Schifffahrt auf dem Wolfgangsee (1873) und vor allem nach Errichtung der Salzkammergut-Lokalbahn (1893) nahm das zuvor unbedeutende Dorf und die anderen Gunstlagen an den Seen einen starken touristischen Aufschwung als Sommerfrische-Orte. Prominente wie der Arzt Theodor Billroth errichteten hier Sommervillen. In der Zwischenkriegszeit entwickelte sich auch eine Künstlerkolonie, die Zinkenbacher Malerkolonie. Die Entwicklung als Tourismusregion setzte sich auch in der Nachkriegszeit fort.
Am Karfreitag 2023 ereignete sich im Ortsgebiet unterhalb des Zwölferhorns ein Erdrutsch, bei dem sich die Erdmassen einer 8 Hektar großen Fläche innerhalb von 12 Stunden etwa 20 Meter talwärts schoben.

## Politik

### Gemeinderat
| Gemeinderatswahl 2024Wahlbeteiligung: 68,8 % 6050403020100 49,4 % (−6,1 %p)31,0 % (−4,7 %p)11,4 % (n. k. %p)8,2 % (−0,6 %p) ÖVPSPÖGRÜNEFPÖ20192024 |

Die Gemeindevertretung hat insgesamt 21 Mitglieder.
Nach den Gemeindevertretungs- und Bürgermeisterwahlen hatte die Gemeindevertretung folgende Verteilungen:
- 2004: 11 ÖVP, 8 SPÖ, 1 FPÖ und 1 UWL – Unabhängige-Wähler-Liste
- 2009: 12 ÖVP, 7 SPÖ und 2 FPÖ.[8]
- 2014: 14 ÖVP, 5 SPÖ und 2 FPÖ.[9]
- 2019: 12 ÖVP, 8 SPÖ und 1 FPÖ.[10]
- 2024: 11 ÖVP, 7 SPÖ, 2 GRÜNE und 1 FPÖ.[11]

### Bürgermeister
- 1979–1989 Franz Leitner (ÖVP)[12]
- 1989–2009 Wolfgang Planberger (SPÖ)[13]
- seit 2009 Otto Kloiber (ÖVP)[14]

### Wappen
Das Wappen der Gemeinde ist wie folgt beschrieben:
„Im blauen Felde über einem leicht bewegten Seespiegel eine zwölfstrahlige goldene Sonne.“

## Kultur und Sehenswürdigkeiten

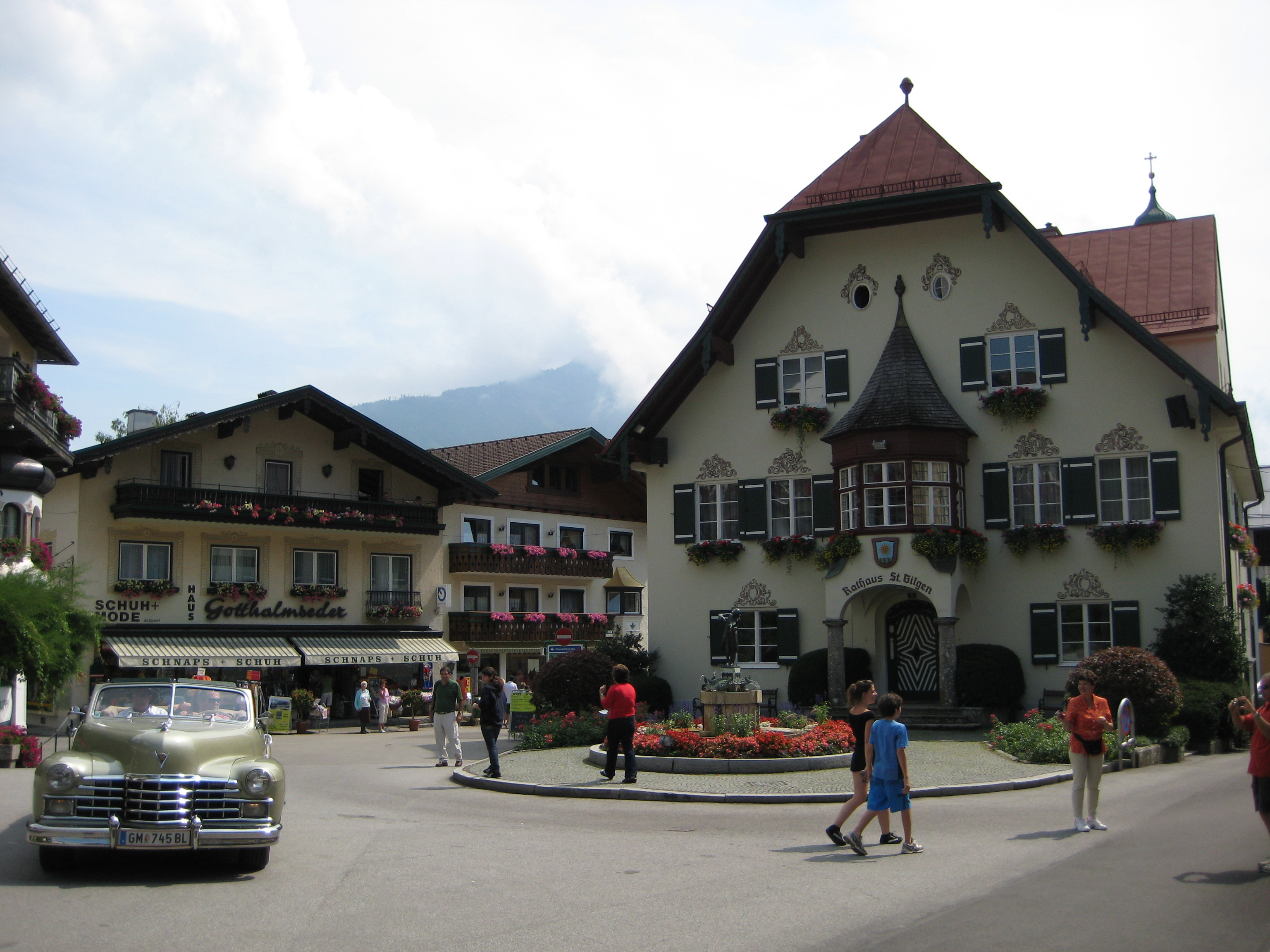
Rathaus und Mozartplatz
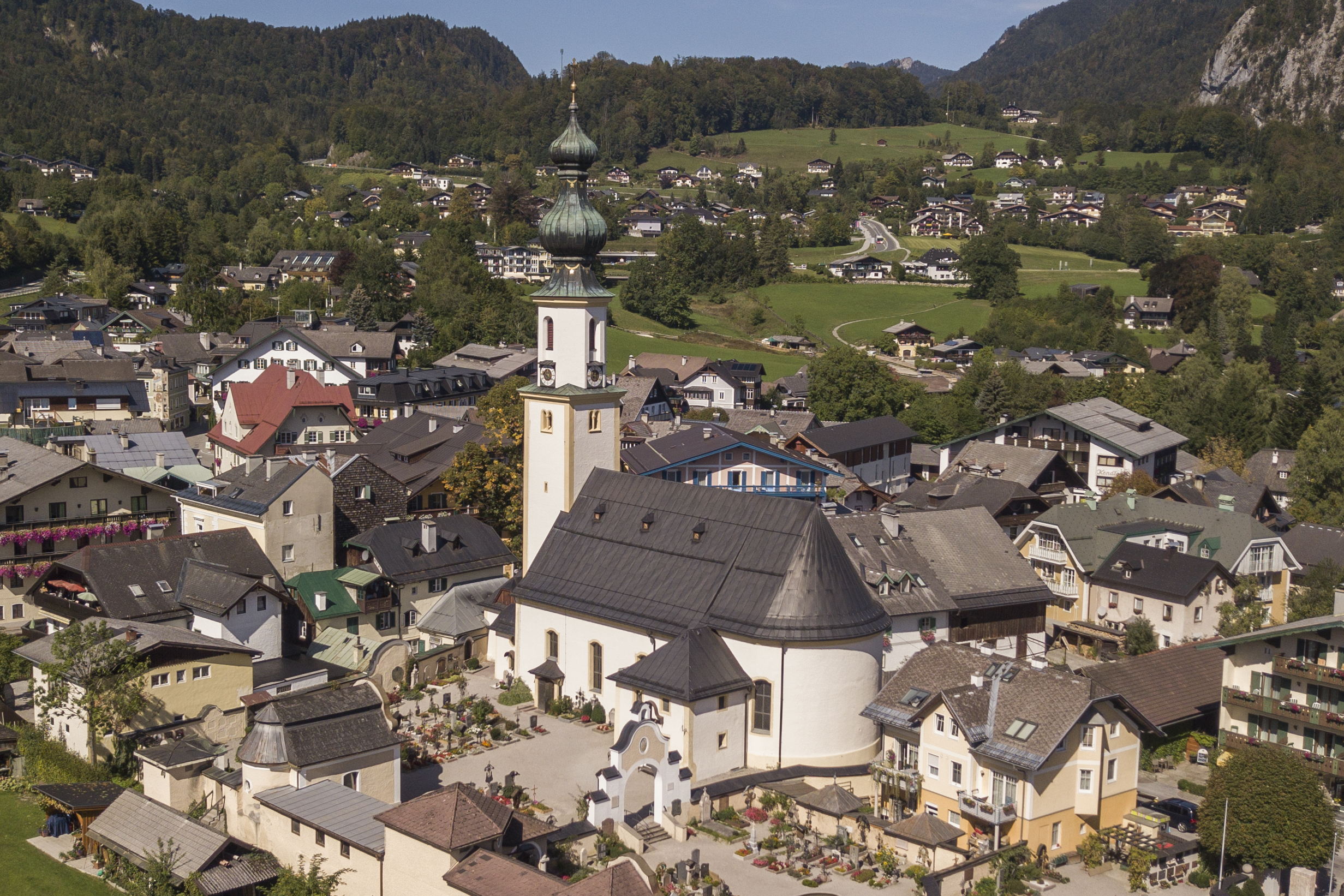
Kirche und Friedhof
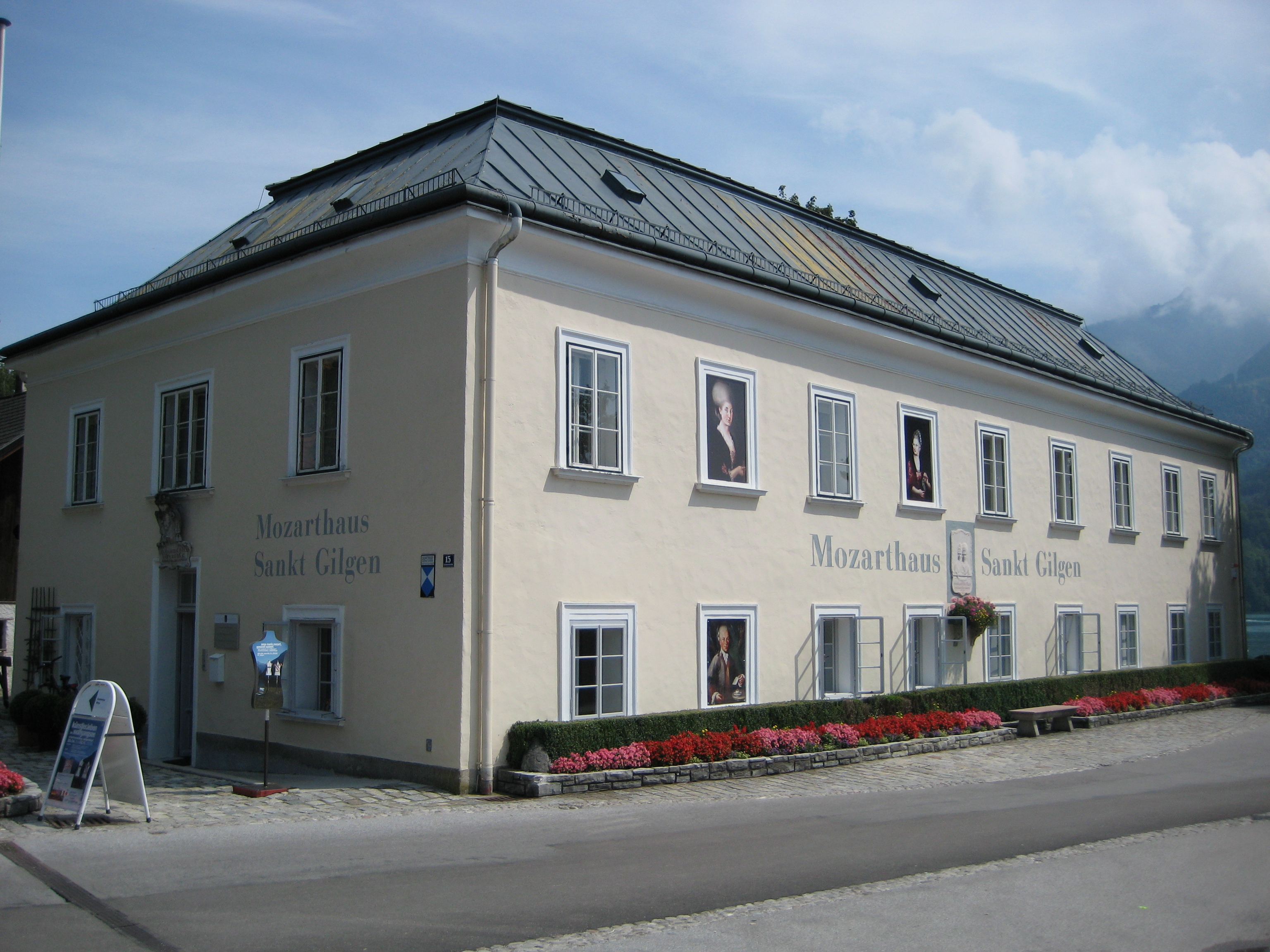
Mozarthaus
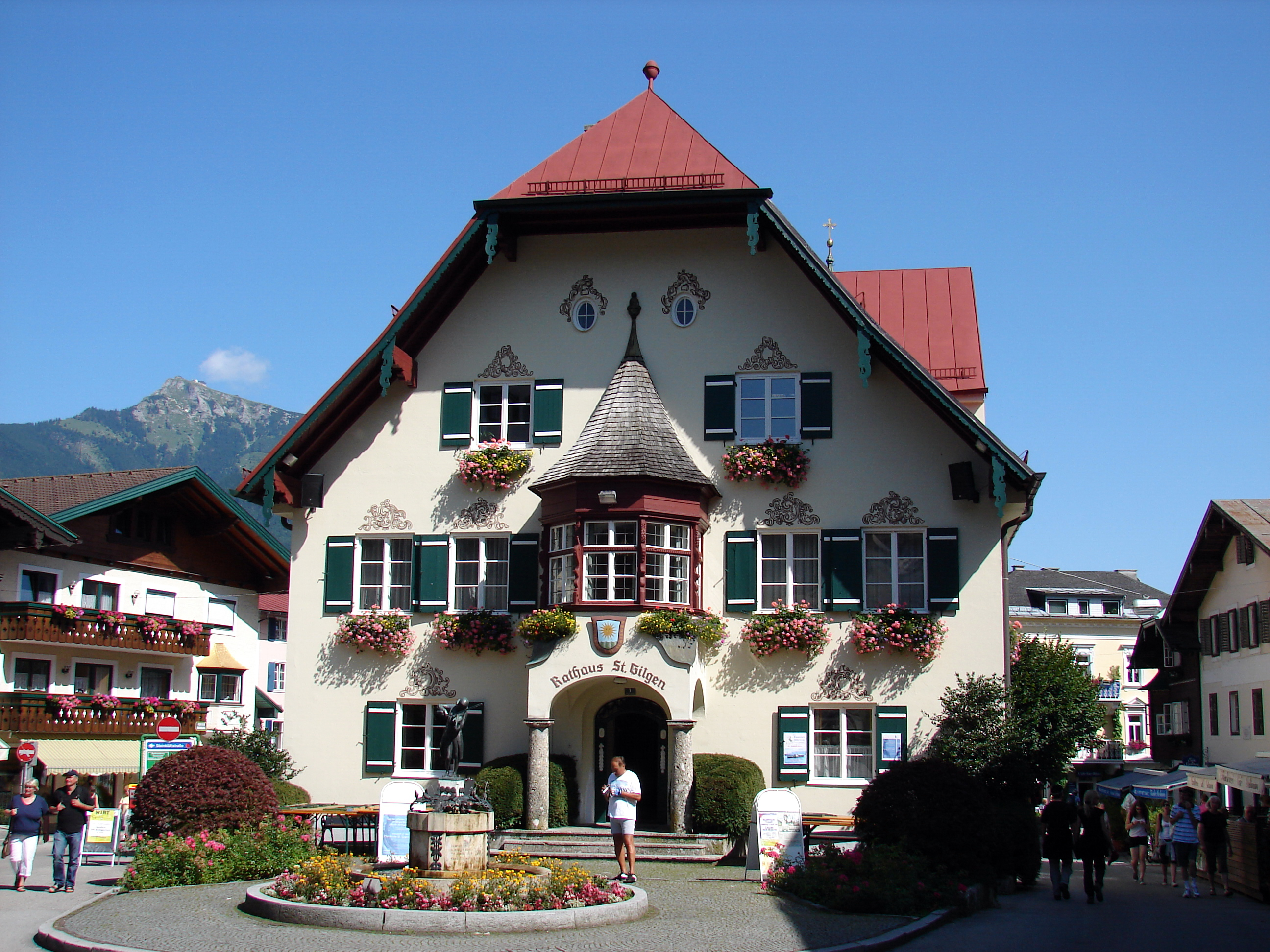
Rathaus von St. Gilgen

Bauten
- Kath. Pfarrkirche Hl. Ägydius in St. Gilgen
- Wallfahrtskirche zu U. L. Frau und des hl. Wolfgang am Falkenstein bei Winkl und Ried, mit Kreuzweg
- Schloss Hüttenstein am Krotensee (privat)
- Ortskern St. Gilgen mit alten Bauten
- Brunnwinkl, kleiner Gehöftweiler mit vollständig erhaltenem bäuerlichen Ortsbild (Wirkungsstätte des Bienenforschers Karl von Frisch)
- diverse Sommerfrischevillen am Wolfgang- und Attersee (Unterburgau), darunter Frauenstein und Ferienhort in Ried
  - beispielsweise die ehemalige Villa Tonder aus dem Jahr 1906 (ein Frühwerk von Jan Kotěra, an der Seepromenade hinter dem „Mozarthaus“ gelegen)[15]
- Forsthaus in Oberburgau
- Bildstöcke auf Inseln: Ochsenkreuz und Hochzeitskreuz im Wolfgangsee bei Winkl-Fürberg

Kultureinrichtungen
- Mozarthaus in St. Gilgen: ehemaliges Bezirksgericht, Wohnhaus der Mutter (Anna Maria und der Schwester Nannerl)
- Kulturhaus in St. Gilgen: vorher Volksschule, mit Musikinstrumentenmuseum und Museum Zinkenbacher Malerkolonie
- Heimatmuseum in St. Gilgen: vorher Seitenflurhaus des Wetzl-Gutes
- Europakloster Gut Aich in Winkl

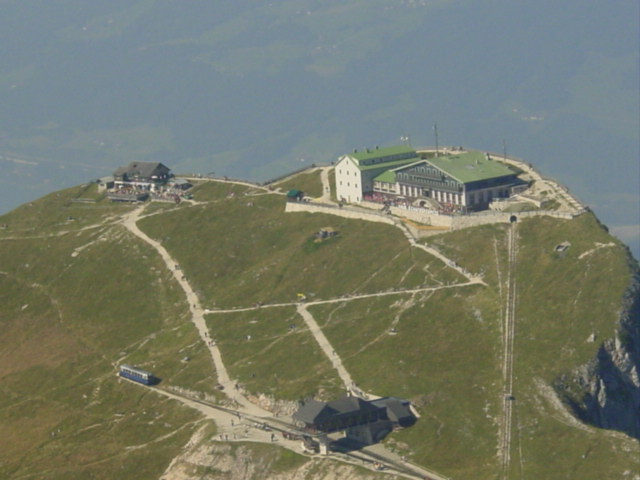
Der Schafberggipfel
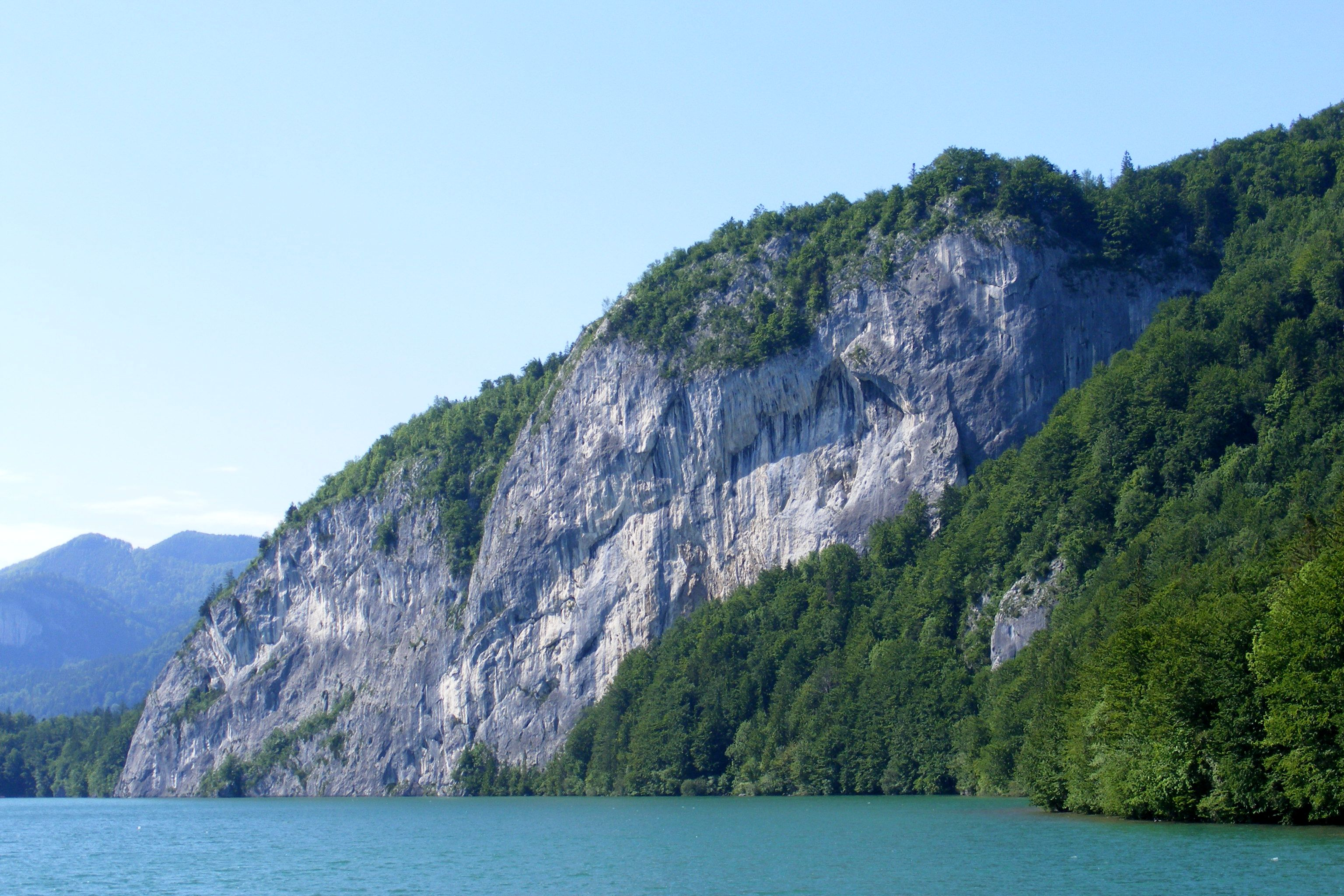
Falkensteinwand
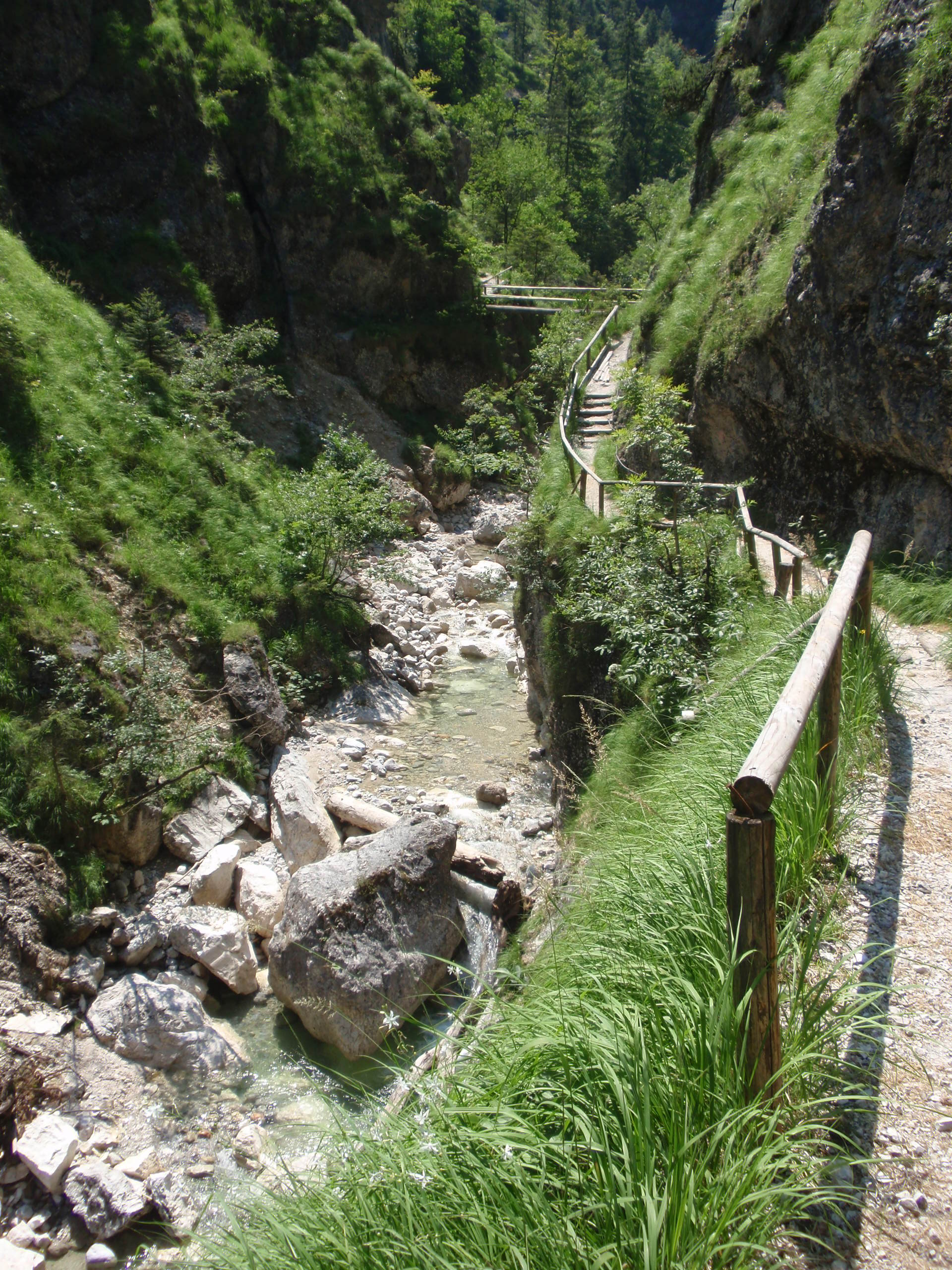
Burggrabenklamm

Naturgebilde und Aussichtswarten
- Wolfgangseeblick in Pöllach (Aussichtspunkt, geschützter Landschaftsteil)
- Plombergstein über St. Gilgen (Aussichtspunkt)
- Steinklüfte am Plombergstein in Plomberg (Naturdenkmal)
- Promenadenweg Brunnwinkl–Fürberg am See am Saurüssel
- Falkensteinwand zwischen Winkl und Ried, mit Kirche und Kreuzweg, Aussichtspunkte Scheffelblick und Aberseeblick (geschützter Landschaftsteil)
- Weißwand am Zwölferhorn über St. Gilgen (Aussichtspunkt, Wanderweg, Gasthaus)
- Zwölferhorn über St. Gilgen mit Sausteigalm (Aussichtsberg, Seilbahn, Berggasthäuser)
- Schafberg über Wolfgang-, Mond- und Attersee, mit Schafbergalm (Aussichtsberg, Zahnradbahn, Berghotel und Berghütten)
- Burggrabenklamm in Unterburgau (Klammweg, Naturdenkmal)
- Eibensee, Bergsee über Fuschl (Naturdenkmal)
- Eisenau, Almflur am Schafberg in Oberburgau (Forstweg, Berggasthaus und Hütte)
- Suissensee und Mittersee, Bergseen am Schafberg (Wanderweg)
- Himmelspforte am Schafberg (Wand mit Wandersteig)

## Wirtschaft und Infrastruktur
Die Gemeinde ist zusammen mit den beiden anderen Wolfgangseegemeinden Mitglied der landesübergreifenden Tourismusregion Wolfgangsee im Verband Salzkammergut, und Mitglied der LEADER-/INTERREG-Region Kulturerbe Salzkammergut (RegIS), bei der die Wolfgangseegemeinden mit Bad Ischl und dem Inneren Salzkammergut der Hallstätterseegemeinden zusammenarbeiten. Mit den gänzlich oberösterreichischen Regionen Mondseeland und Attersee kooperiert die Gemeinde lose.

### Tourismus
St. Gilgen ist eine Tourismusgemeinde, mit Fokus auf Erholungs- und Familientourismus, und mit vielen Ferienwohnsitzen (Sommerfrische) und als Naherholungsgebiet auch der Stadt Salzburg. Der Ort selbst wurde ab den 1970ern mit zahlreichen großen Appartementhäusern verbaut, heute ist das Kalte-Betten-Phänomen eine Problematik,
Gästebetten hat die Gemeinde etwa 3000, die Anzahl der Nächtigungen betrug 300.000, bei einer Belegung der Zweitwohnsitze für vier Wochen (30 Tage, etwa 40.000 Nächtigungen) brächte also ein Achtel aller Nächtigung keine Wertschöpfung mit sehr hohen Wohnungspreisen. Hauptsaison ist der sommerliche Badetourismus. Sonst ist die Gegend für leichtes Wandern geeignet. Die beiden Hausberge der Gemeinde sind durch Bergbahnen erschlossen. Das Zwölferhorn ist ein Aussichts- und Schiberg, als letzteres aber als Geheimtipp für Familienschifahren wie auch steile Mugelpiste und unpräpariertes Fahren nur eine lokale Rolle spielt.

## Verkehr

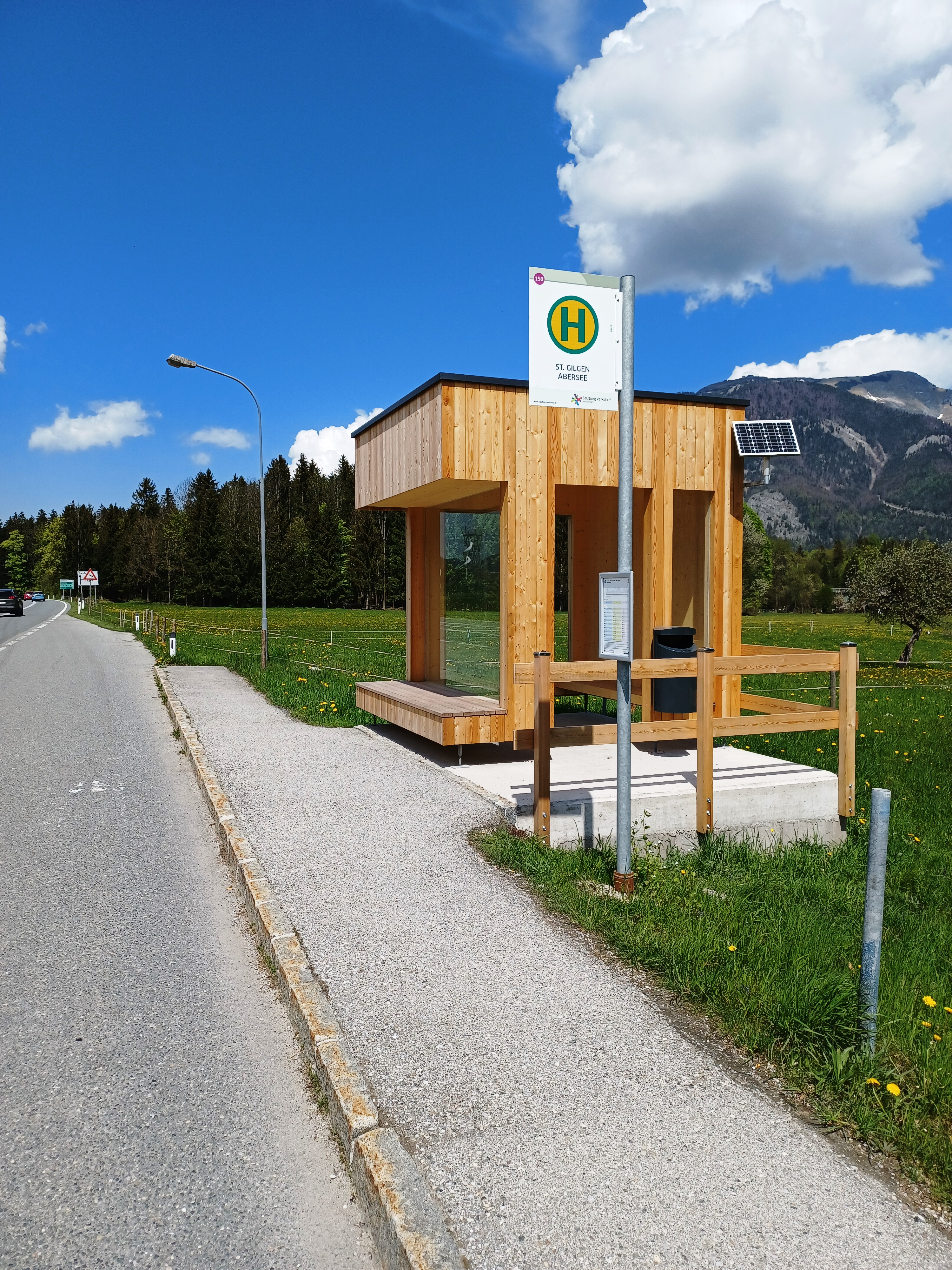
Wartehäuschen Abersee

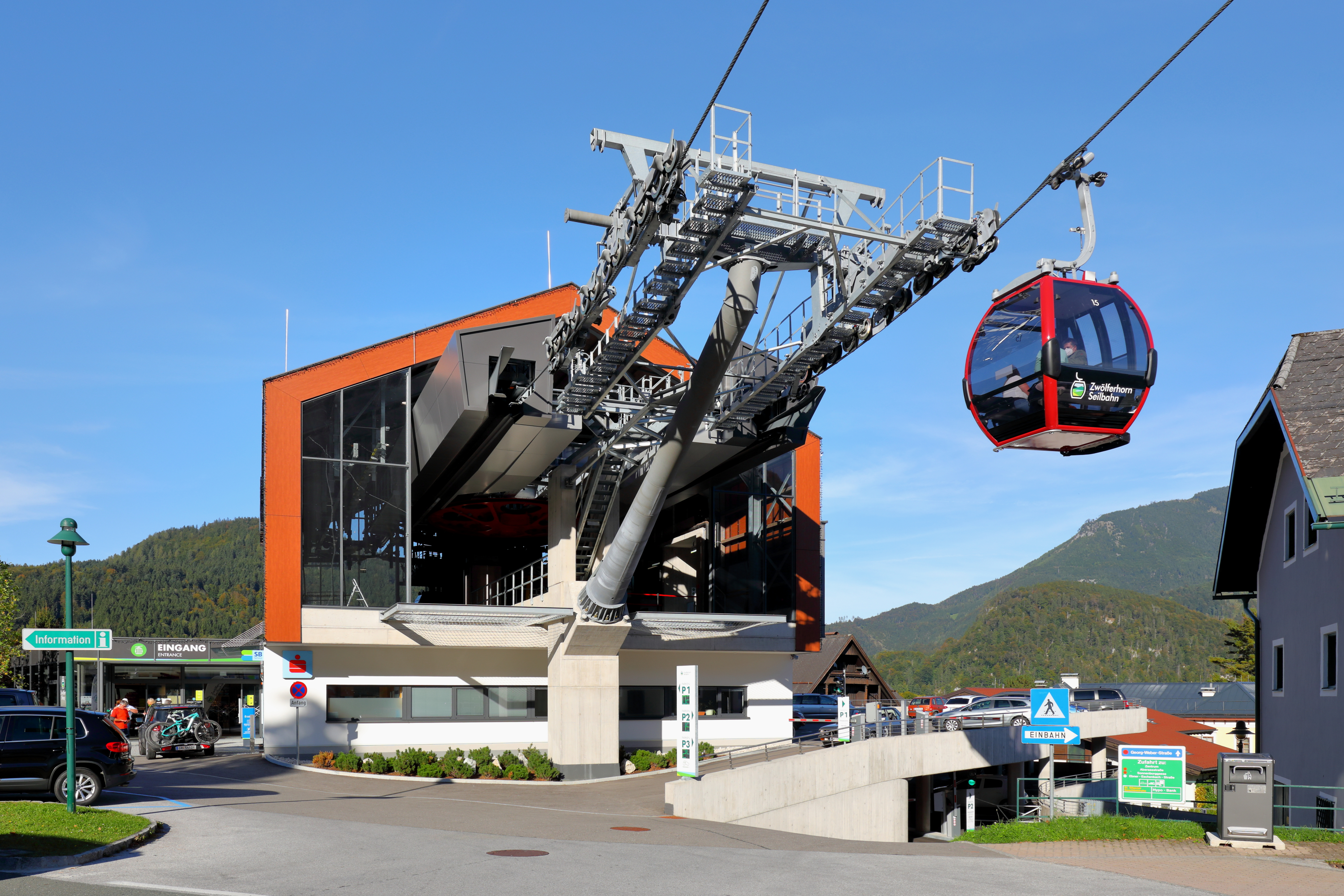
Talstation der Zwölferhornseilbahn

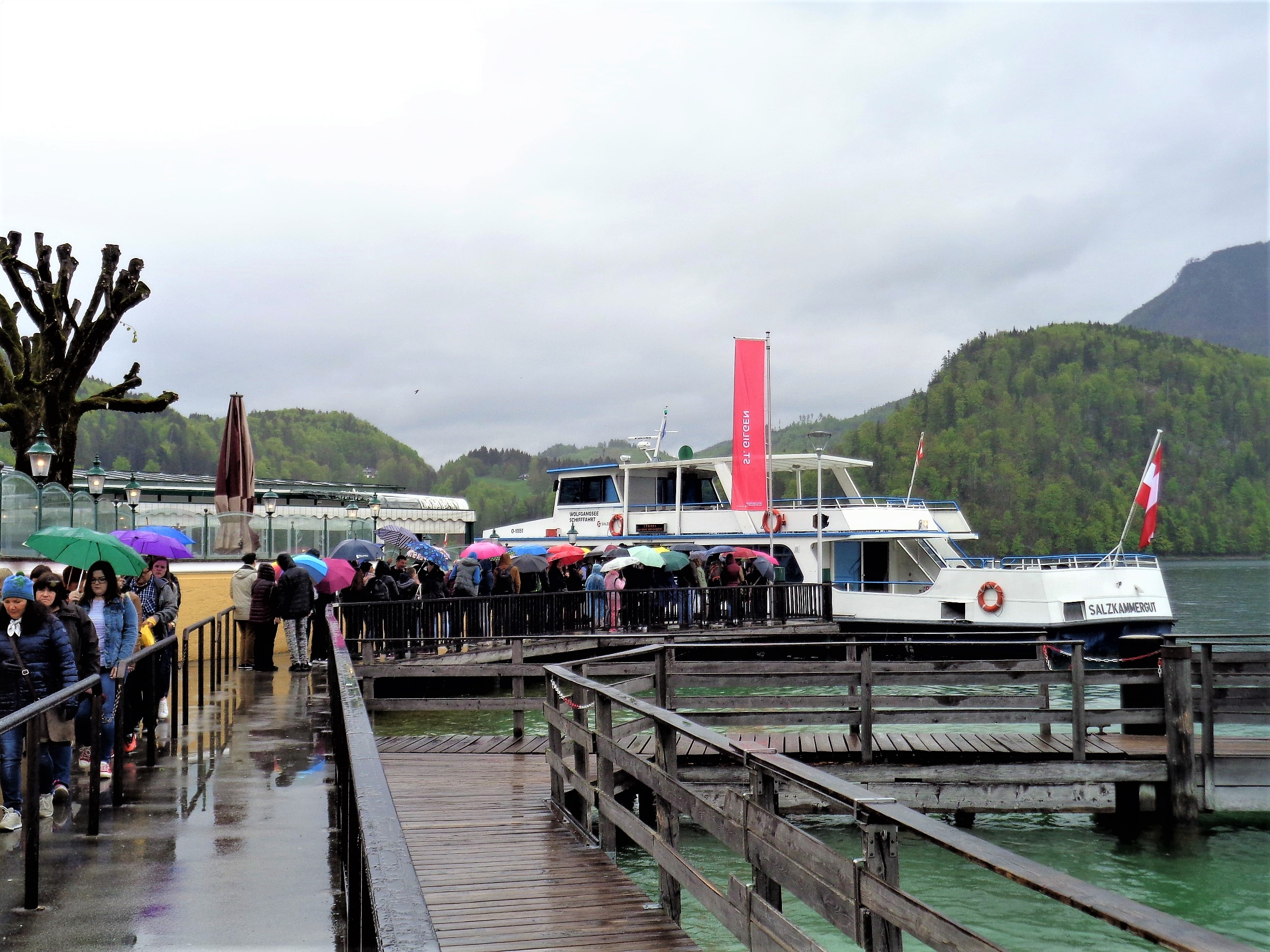
Kai am Wolfgangsee

### Öffentlicher Verkehr
St. Gilgen ist über den sogenannten „Wolfgangseekorridor“ (Salzburg Hauptbahnhof–Bahnhof Bad Ischl–retour) in einem Taktfahrplan mit Buslinien öffentlich erreichbar. Damit Fahrgäste nicht der Witterung ausgesetzt ist, setzte sich die Gemeindevertretung für die Aufstellung von Wartehäuschen ein. Den Entwurf für den Prototyp der Haltestellen-Wartehäuschen des Wolfgangseekorridors lieferten Studenten der Fachhochschule Salzburg (Holztechnologie & Holzbau) in Kuchl.
Die Wolfgangsee-Schifffahrt, die es als solche seit 1873 gibt und heute von der Salzburg AG betrieben wird, fährt im saisonellen Liniendienst. Anlegestellen sind St. Gilgen-Seepromenade, Fürberg und Ried-Falkenstein.
Die Zwölferhorn-Seilbahn aus dem Jahr 1957 ging 2020 neu in Betrieb. Sie hat ihre Talstation direkt im Ort St. Gilgen und verkehrt in der Sommer- wie der Wintersaison.
Die 1892 eröffnete Schafberg-Zahnradbahn (SBB), die in St. Wolfgang/Ried beginnt und auf den Schafberggipfel verläuft, fährt nur im Sommerhalbjahr.
Zwischen den Jahren 1893 und 1957 verlief auch die Ischlerbahn (Salzkammergut-Lokalbahn, SLKB) durch die Gemeinde, vom Scharflingberg durch den Ort St. Gilgen bis Reith/Forsthub. Im Bereich der Gemeinde ist die Trasse weitgehend im Straßenbau aufgegangen. An der Scharflinger Höhe gibt es noch einen nicht zugänglichen Tunnel.

### Straßen
Die beiden Hauptverkehrsachsen der Gemeinde sind zum einen die Wolfgangsee Straße B 158 Salzburg–Bad Ischl. Sie kommt von Hof bei Salzburg, wo die West Autobahn A 1 bei Thalgau angebunden ist, und Fuschl am See über den St. Gilgener Berg (ca. 760 m ü. A.), und läuft südostwärts am Südwestufer des Sees über die Zinkenbach-Halbinsel Richtung Strobl und Bad Ischl.
Die andere Route bildet die Mondseestraße (B 154) Straßwalchen–St. Gilgen, die von Mondsee, ebenfalls mit einer A1-Anschlussstelle, und das Mondsee-Südwestufer entlang kommend über die Scharflinger Höhe (604 m ü. A.) und den Winkl und dann am Nordufer des Sees läuft, und in St. Gilgen in die B 158 mündet. Bei Scharfling/Kienberg am Mondsee zweigt die Kienbergwandstraße (L 217/L 543) ostwärts ab, die nach dem Kienbergwand-Tunnel die Oberburgau anbindet. Sie mündet bei See am Mondsee/Au in die ganz außerhalb St. Gilgens liegende Atterseestraße B 151 Mondsee–Timelkam, die am Mondsee-Nordostufer laufend weiter nach Unterach am Attersee führt. Dort zweigt dann die Seeleitenstraße B 152 Unterach–Seewalchen ab, die am Attersee-Südufer durch die Unterburgau läuft. Bei Weißenbach am Attersee zweigt dann die Weißenbacher Straße B 153 nach Bad Ischl ab.
Die kleinen Orte der Gemeinde liegen meist direkt an diesen Straßen, oder sind durch kurze Gemeindestraßen angebunden. Einzig Ried ist nur über den Umweg der St. Wolfganger Straße (L 116/L 546) bei Strobl und den Ort St. Wolfgang erreichbar.

## Persönlichkeiten
Söhne und Töchter
- Anselm Lürzer von Zechenthal OSB (1661–1718), römisch-katholischer Theologe und Abt von St. Blasius zu Admont
- Anna Maria Mozart (1720–1778), Bezirksrichterstochter (Vater Wolfgang Nikolaus Pertl, 1667–1724), Mutter von Wolfgang Amadé Mozart
- August Brunetti-Pisano (1870–1943), Komponist
- Adolf Helmberger (1885–1967), Porträt- und Landschaftsmaler
- Josef Eisl (1914–1968), österreichischer Politiker
- Maria Weinberger-Gwiggner (* 1925), Malerin
- Annemarie Reitsamer (* 1941), österreichische Politikerin
- Wolfgang Pöckl (* 1952), Sprach- und Übersetzungswissenschaftler
- Wolfgang Eisl (* 1954), österreichischer Politiker (Zinkenbach/Abersee)
- Sarah Zadrazil (* 1993), Fußballspielerin

Ehrenbürger
- Helmut Kohl (1930–2017), deutscher Bundeskanzler – in den 1980er Jahren erlangte St. Gilgen in Deutschland als Urlaubsort des damaligen Bundeskanzlers zusätzliches mediales Interesse. Kohl wurde 1985 zum Ehrenbürger von St. Gilgen ernannt.[22]
- Hubert Raudaschl (* 1942), Segler, Weltmeister und Olympiamedaillengewinner

Bezug zur Gemeinde
- Familie Lasser von Lasseregg (16.–18. Jahrhundert), Salzburger Bürger- und Adelsgeschlecht – Maierhof in Burgbachau (Fischmeister zu Unterach)
- Maria Anna Mozart, genannt „Nannerl“ (1751–1829), Schwester von Wolfgang Amadé Mozart – ehelichte den Bezirksrichter Johann Berchtold von Sonnenburg (1736–1801) und wohnte 1784–1801 in St. Gilgen
- Johann Kautsky (1827–1896), Bühnenmaler, Vater von Karl Kautsky
- Theodor Billroth (1829–1894), deutsch-österreichischer Pionier der Chirurgie, hatte in St. Gilgen seine Sommerfrische (Villa Billroth)
- Marie von Ebner-Eschenbach (1830–1916), Schriftstellerin – verbrachte zwischen 1889 und 1898 ihre Sommerfrische in St. Gilgen, meist in der 1885 erbauten Villa Kotzian[23]
- Minna Kautsky (1837–1912), Schauspielerin und Schriftstellerin, Mutter von Karl Kautsky
- Philipp von Ferrary (1850–1917), französisch-österreichischer Philatelist – Anwesen in Burgbachau 1890 (Villa Ferrary/Friedl, Ferrary-Kapelle)
- Sigmund Friedl (1851–1914), österreichischer Philatelist – Anwesen in Burgbachau (Villa Ferrary/Friedl)
- Max Feilchenfeld (1852–1922), deutsch-österreichischer Bankier – Wahlheimat in St. Gilgen (Villa Feilchenfeld)
- Wilhelm Kestranek (1863–1925), österreichischer Industrieller – Wahlheimat in St. Gilgen (Villa Kestranek 1906/07)
- Gustav Jäger (1865–1938), österreichischer Physiker – Anwesen in St. Gilgen (Villa Jäger 1906)
- John Quincy Adams (1874–1933), österreichischer Maler – ließ sich eines der ersten Fertigteil-Holzhäuser aus Schweden nach St. Gilgen liefern, das er zur Sommerfrische bewohnte[24]
- Alexander Wunderer (1877–1955), Oboist der Wiener Philharmoniker, Hochschullehrer, begraben in St. Gilgen
- Alfred Gerstenbrand (1881–1977), österreichischer Maler, Graphiker, Illustrator, Schriftsteller und Karikaturist – Wahlheimat in St. Gilgen
- Karl Frisch (1886–1982), österreichischer Bienenforscher, Nobelpreisträger – tätig in Brunnwinkel
- Kurt Schuschnigg (1897–1977), Politiker – Anwesen in St. Gilgen (Waldvilla/Villa Schuschnigg)
- Karl Franz Rankl (1898–1968), österreichischer Dirigent und Komponist
- Conrado José Kraémer (Kurt Kraemer, 1902–1965), spanisch-österreichischer Handelsagent – Anwesen in Burgau am Attersee ab 1960 (Villa Kraemer/Campeau)
- Rudolf Nemetschke (1902–1980), österreichischer Industrieller und Sportfunktionär – Anwesen in Burgau am Attersee 1978–2000 (Waldschlössl/Villa Nemetschke)
- Robert Campeau (1923–2017), kanadischer Unternehmer – Anwesen in Burgau am Attersee 1978–2000 (Villa Kraemer/Campeau, Hotel Burgau)
- Carl Drewo (1929–1995), österreichischer Jazzmusiker – lebte jahrelang in St. Gilgen
- Wolfgang Glück (1929–2023), österreichischer Regisseur – Enkel von Hertha & Gustav Jäger, Anwesen in St. Gilgen (Villa Jäger)
- Gerhard Andlinger (1931–2017), österreichisch-amerikanischer Unternehmer – Anwesen in Burgau am Attersee seit 2000 (Villa Campeau/Andlinger, Hotel Burgau)
- Michael Jeannée (* 1943), österreichischer Journalist
- Gerhard Tötschinger (1946–2016), österreichischer Schauspieler, Autor und Intendant – verstorben in St. Gilgen
- Miguel Herz-Kestranek (* 1948), österreichischer Schauspieler (Villa Kestranek)
- Johannes Pausch OSB (* 1949), Gründer des Europaklosters Gut Aich
- Roman Arkadjewitsch Abramowitsch (* 1966), russischer Oligarch – Anwesen in Burgau am Attersee, seit 2006 (Waldschlössl/Villa Nemetschke)